# Штадт-Велен
Штадт-Велен (нім. Stadt Wehlen) — місто в Німеччині, розташоване в землі Саксонія. Входить до складу району Саксонська Швейцарія — Східні Рудні Гори. Складова частина об'єднання громад Ломен/Штадт-Велен.
Площа — 10,81 км2. Населення становить 1565 ос. (станом на 31 грудня 2020).

## Галерея

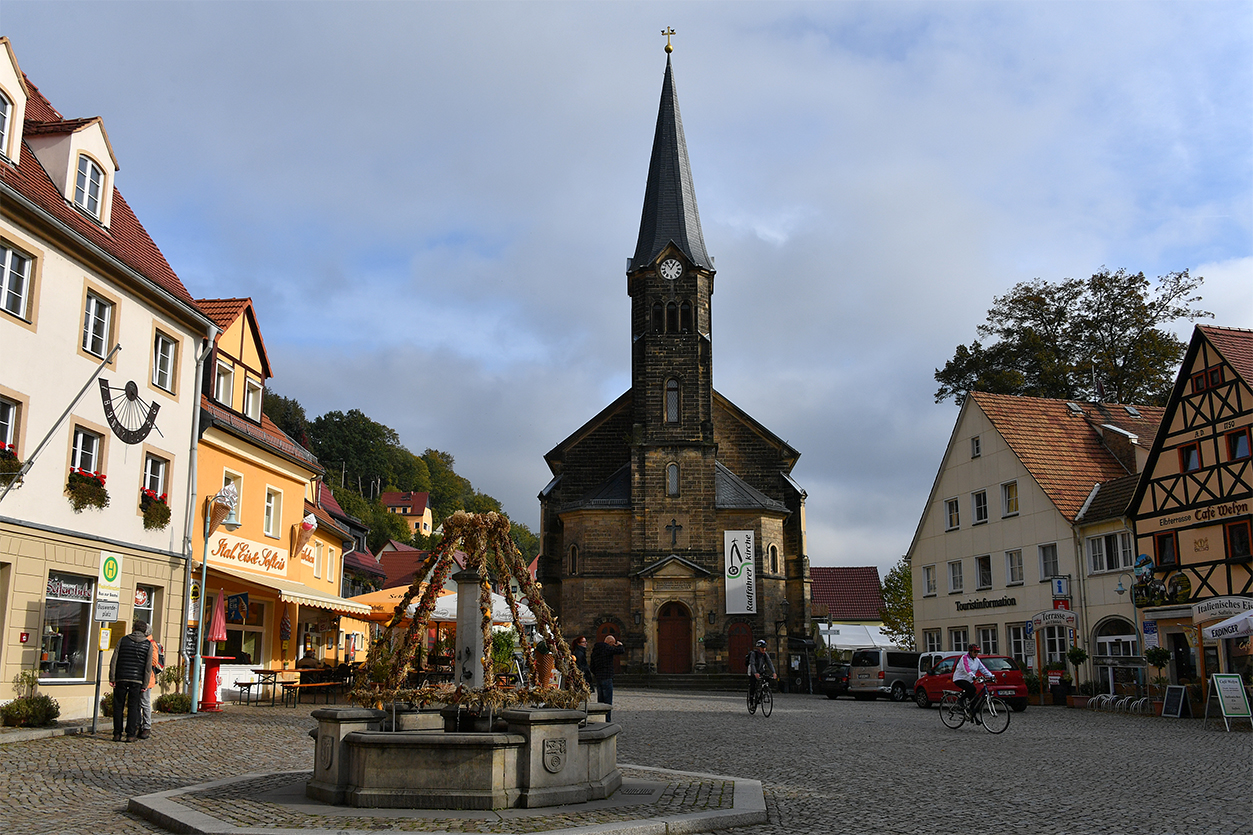
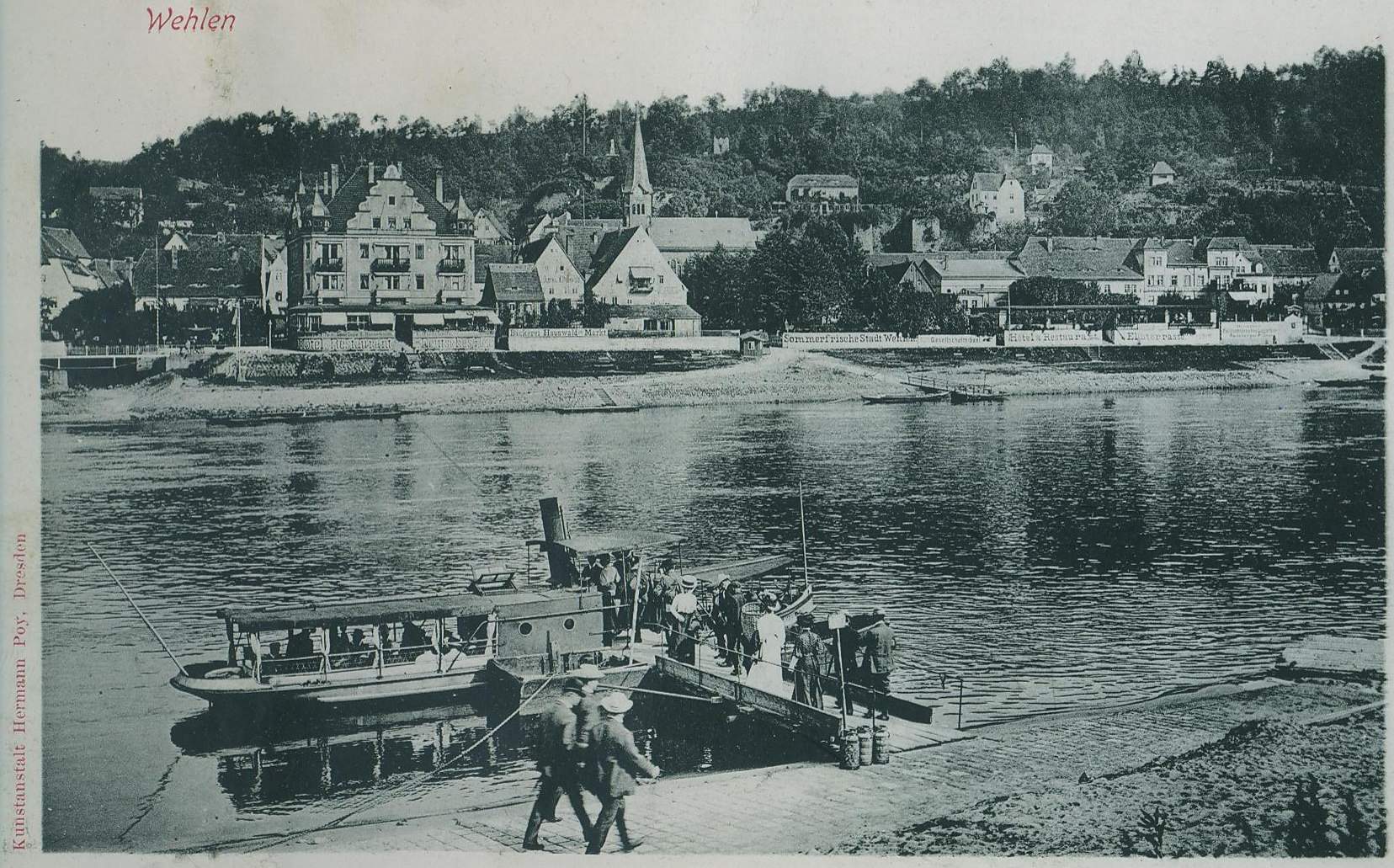